# They Call Me Macho Woman!
They Call Me Macho Woman! és una pel·lícula d'acció dels Estats Units del 1989 escrita i dirigida per Patrick G. Donahue i distribuïda per Troma Entertainment. La pel·lícula pertany al subgènere xiques amb pistoles.

## Trama
La història segueix la dona de ciutat Susan Morris (Debra Sweaney), que decideix fugir de la seva banal vida urbana i va a buscar una casa al camp. Malauradament, és presa presonera per un grup de traficants de drogues salvatges, liderats pel despietat Mongo (Brian Oldfield). Després d'escapar de les seves urpes, Susan es veu obligada a transformar-se en una guerrera temible i venjar-se de Mongo i els seus malvats secuaces.

### Eslogan
"Nascuda per comprar... va aprendre a matar!"

## Producció
Gran part de la música original d'aquesta pel·lícula es va convertir en cançons de Troma marca registrada i es van utilitzar en diverses pel·lícules, incloses les seqüeles de Toxic Avenger.

## Recepció
TV Guide veu a la pel·lícula un "Troma thriller (tot un gènere de pel·lícules sub-"B" amb humor)".
E. website Girls With Guns va dir de la pel·lícula: "Sí, és tonta. Sí, és barata. Sí, té poc o gens de sentit, en particular la seva transformació sobtada d'heroïna corda, però en gran manera ineficaç [que no pot. fins i tot apunyalar algú d'una manera que li provoqui molèsties més que moderades] a una dona guerrera, capaç d'incrustar-te un eix brillant al cap des de 15 passos. Però, saps què? Mai és avorrida (...)"